# 拉沙佩勒当代讷
拉沙佩勒当代讷（法語：La Chapelle-d'Andaine，法語發音：[la ʃapɛl dɑ̃dɛn] ⓘ）是法国奥恩省的一个旧市镇，位于该省西南部，属于阿朗松区。2016年1月1日，拉沙佩勒当代讷和相邻的另外3个市镇合并为新市镇里沃当代讷（Rives d'Andaine），拉沙佩勒当代讷为政府驻地。

## 地理
拉沙佩勒当代讷（48°31'59"N, 0°28'42"W）面积15.5 平方千米，位于法国诺曼底大区奧恩省，该省份为法国西北部内陆省份，北起顺时针与卡爾瓦多斯省、厄尔省、厄尔-卢瓦省、萨尔特省、马耶讷省和芒什省接壤。
与拉沙佩勒当代讷接壤的市镇（或旧市镇、城区）包括：热内莱。
拉沙佩勒当代讷的时区为UTC+01:00、UTC+02:00（夏令时）。

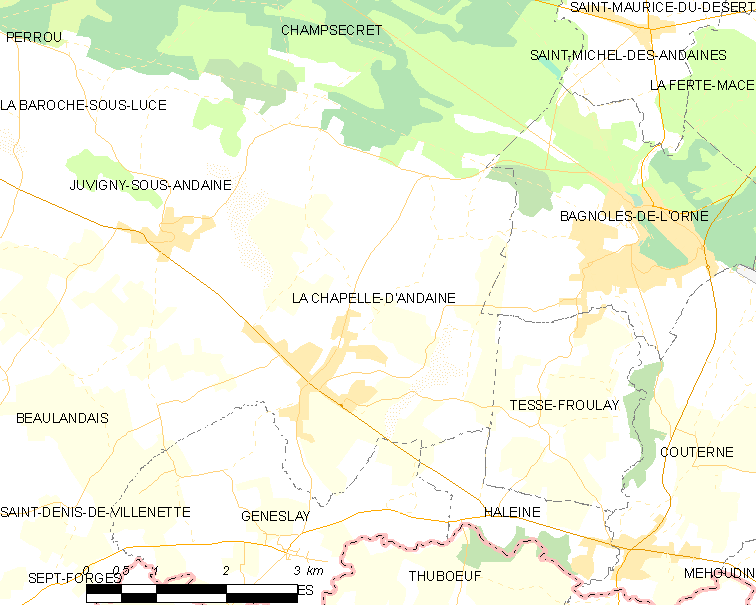
拉沙佩勒当代讷的OSM定位图

## 行政
拉沙佩勒当代讷的邮政编码为61410、61140，INSEE市镇编码为61096。

## 政治
拉沙佩勒当代讷所属的省级选区为奥恩诺曼底地区巴尼奥勒县。

## 人口

1962-2008年间拉沙佩勒当代讷人口变化图示

拉沙佩勒当代讷于2018年1月1日时的人口数量为1460人。